# Felix, Net i Nika oraz Pułapka Nieśmiertelności
Felix, Net i Nika oraz Pułapka Nieśmiertelności – przeznaczona dla dzieci i młodzieży czwarta część z cyklu Felix, Net i Nika, autorstwa Rafała Kosika. Premiera odbyła się 26 listopada 2007. Wydana przez Powergraph. Książka otrzymała nagrodę Mały Dong „Dziecięcy Bestseller roku 2007” przyznawanej przez Polską Sekcję IBBY.

## Fabuła
Akcja zaczyna się na zabawie halloweenowej w szkole przyjaciół. Dostają oni wiadomość od Ponurego Żniwiarza. Po jej otwarciu zaczynają dostawać różne, dziwne zadania. Z początku starają się ich nie wykonywać, lecz sytuacja się komplikuje, gdy Felix dowiaduje się o tym, że babcia zachorowała i na jej leczenie potrzeba aż stu tysięcy złotych (potem okazuje się, że kwota została źle wydrukowana na kartce). W międzyczasie inspektor Szyneczko próbuje dowieść, że trójka przyjaciół włamała się i ukradła skarb znaleziony w I tomie książki. Felix wraz z Netem konstruują Golema-Golema, który im ucieka. Bohaterowie schodzą do Podwarszawy, gdzie znajdują swojego robota i poznają żonę Franka Knipszyca.

## Rozdziały
1. Drzwi
2. Wszystkich Świętych
3. Goście
4. Zadanie
5. Makulatura
6. Cebulowa radość po rozstaniu
7. Podstęp
8. Nocna ucieczka
9. Nawiedzony dom
10. Patologia savoir-vivre’u
11. Musical
12. Instytut
13. Babcia Lusia
14. Podwójna Ściema
15. Wyprawa
16. Dnionoc w podmieście
17. Bazyliszek
18. Bratosiostra

## Informacje wydawnicze
- data pierwszego wydania w Polsce: 26 listopada 2007
- liczba stron: 536
- dostępne w twardej oprawie
- ISBN 83-921466-8-9